# Джміль-зозуля чотириколірний
Джміль-зозу́ля чотирико́лірний (лат. Bombus quadricolor) — джміль-зозуля, що поширений в Європі та Азії та є клептопаразитом джмеля мінливого (Bombus soroeensis).

## Ареал
Bombus quadricolor має широкий ареал, який охоплює територію від Кантабрійських гір та Піренеїв до Фенноскандії та Балканських гір, з горою Олімп, яка є його найпівденнішим районом поширення. Загалом цей вид поширений як в континентальній Європі, так і на Кавказі та в інших азійських горах, таких як Ельбурс, Алтайські гори, гори Бурятії.
Поширення цього рідкісного виду джмеля-зозулі в Україні є маловивченим. Вперше Bombus quadricolor було виявлено в Українських Карпатах у 1939 році.

## Короткий опис імаго
Довжина тіла самок 15–18 мм, самців 13–18 мм. Тіло вкрите чорними волосками зі смугою з жовтих волосків на передній частині нотума та рудими волосками від середини до кінця черевця.

## Особливості біології
Сезонна активність імаго Bombus quadricolor триває з травня до серпня (в Польщі). Цей джміль-зозуля є полілектичним лісовим видом. Bombus quadricolor є рідкісним спеціалізованим паразитом B. soroeensis. У Польщі трапляються, ймовірно, два підвиди, які пов'язані з відповідними підвидами джмеля-хазяїна: B. quadricolor meridionalis Richards, який паразитує на B. soroeensis proteus Gerst., а також B. quadricolor globosus Eversm., який паразитує на B. soroeensis soroeensis Gerst. 
Піренейська популяція B. quadricolor оселяється на гірських луках, в букових лісах, на галявинах та в рідколіссях сосни гачкуватої на висоті 1310-2100 м над рівнем моря й живиться на Buglossoides arvensis, Centaurea scabiosa, Gentiana lutea, Lotus corniculatus, Trifolium repens та Trifolium pratense.